# Lorryia polita
Lorryia polita är en spindeldjursart som beskrevs av Kuznetzov 1975. Lorryia polita ingår i släktet Lorryia, och familjen Tydeidae. Arten är reproducerande i Sverige.